# Armorial des communes de la Haute-Marne
Cette page donne les armoiries (figures et blasonnements) des communes de la Haute-Marne.
- Haut – A
- B
- C
- D
- E
- F
- G
- H
- I
- J
- K
- L
- M
- N
- O
- P
- Q
- R
- S
- T
- U
- V
- W
- X
- Y
- Z

6 dessin(s) en attente (voir : LMPTTV)

## A
| Blason de Aigremont | Blason  | De gueules au lion couronné d'or.                |
| Blason de Aigremont | Détails | Le statut officiel du blason reste à déterminer. |

| Blason de Aillianville | Blason  | Parti: au 1er d'argent au chêne de sinople surmonté d'une couronne de baron, au 2e coupé au I d'or à la bande de gueules chargée de trois alérions d'argent, au lion d'or brochant sur le tout, au chef d'azur chargé de trois fleurs de lis d'or, au II d'azur à la bande d'argent côtoyée de deux doubles cotices potencées et contre-potencées d'or |
| Blason de Aillianville | Détails | Le statut officiel du blason reste à déterminer. |

| Blason de Andelot-Blancheville | Blason  | Parti: au 1er mi-parti de gueules à la chaîne d'or posée en croix, sautoir et orle, chargée en coeur d'une émeraude de sinople (de Navarre), au 2e d'azur à la bande d'argent côtoyée de deux doubles cotices potencées et contre-potencées d'or ( de Champagne); le tout sommé d'un chef d'azur chargé d'une rose d'or accostée de deux fleurs de lis du même. |
| Blason de Andelot-Blancheville | Détails | C'est le blason de la prévôté. Le bourg blasonnait De gueules à cinq fleurs de lis d'or, 3 et 2. Le statut officiel du blason reste à déterminer. |

| Blason de Arc-en-Barrois | Blason  | D'azur à la fasce cousue de gueules chargée de trois fleurs de lys, accompagnée en chef d'une couronne fermée et en pointe d'un arc couché à la flèche ajustée, le tout d'or.                                               |
| Blason de Arc-en-Barrois | Détails | * Ces armes emploient le terme « cousu » dans le seul but de contrevenir à la règle de contrariété des couleurs : elles sont fautives (gueules sur azur). Armes parlantes. Le statut officiel du blason reste à déterminer. |

| Blason de Arnancourt | Blason  | D'argent à deux fasces de sable.                                                                                                 |
| Blason de Arnancourt | Détails | Ce blason est celui de la famille d'Allonville, anciens seigneurs d'Arnancourt. Le statut officiel du blason reste à déterminer. |

| Blason de Attancourt | Blason  | Coupé ondé, mi-parti en chef : au 1 d'or à l'aigle de sable becquée, languée et membrée de gueules, au 2 de sinople à une gerbe de blé d'or liée de gueules, au 3 d'azur à une roue à aubes d'argent. |
| Blason de Attancourt | Détails | Créé par JF Binon. Site de l'Annuaire des Collectivités, 2025. |

| Blason de Aubepierre-sur-Aube | Blason  | De gueules au chevron d'or accompagné de trois roses d'argent. |
| Blason de Aubepierre-sur-Aube | Détails | Le statut officiel du blason reste à déterminer.               |

| Blason de Auberive | Blason  | Parti au 1) de gueules à la crosse d'argent au 2) d'azur au lion d'or armé et lampassé de gueules[réf. souhaitée]. |
| Blason de Auberive | Détails | Le statut officiel du blason reste à déterminer.                                                                   |

| Blason de Autreville-sur-la-Renne | Blason  | Losangé d'or et de sable. |
| Blason de Autreville-sur-la-Renne | Détails | Ce blason est celui de la famille de Ligniville, comtes du Saint-Empire, anciens seigneurs d'Autreville. Le statut officiel du blason reste à déterminer. |

| Blason de Avrecourt | Blason  | D’argent aux trois jumelles de gueules.          |
| Blason de Avrecourt | Détails | Le statut officiel du blason reste à déterminer. |

Pas d'information pour les communes suivantes : Ageville, Aingoulaincourt, Aizanville, Allichamps, Ambonville, Andilly-en-Bassigny, Annéville-la-Prairie, Annonville, Anrosey, Aprey, Arbigny-sous-Varennes, Arbot, Audeloncourt, Aujeurres, Aulnoy-sur-Aube, Autigny-le-Grand, Autigny-le-Petit
- Haut – A
- B
- C
- D
- E
- F
- G
- H
- I
- J
- K
- L
- M
- N
- O
- P
- Q
- R
- S
- T
- U
- V
- W
- X
- Y
- Z

## B
| Blason de Baissey | Blason  | D'azur aux trois quintefeuilles d'argent.                                                                                 |
| Blason de Baissey | Détails | Ce blason est celui de la famille de Baissey, anciens seigneurs du lieu. Le statut officiel du blason reste à déterminer. |

| Blason de Bayard-sur-Marne | Blason  | Tranché: au 1er de sinople au cheval cabré de gueules, au 2e d'azur à l'arbre de sinople, au poisson au trait de sable et à la croisette ancrée d'or, le tout rangé en bande; à la double cotice potencée contre-potencée, brochant sur le tout, de l'un en l'autre, l'intervalle rempli d'or. |
| Blason de Bayard-sur-Marne | Détails | * Il y a là non-respect de la règle de contrariété des couleurs : ces armes sont fautives. Le statut officiel du blason reste à déterminer. |

| Blason de Beurville | Blason  | D'azur aux trois fasces ondées d'argent, au chef aussi d'azur soutenu d'or, chargé de trois fleurs de lys d'argent au pied fleurdelysé d'or |
| Blason de Beurville | Détails | Le statut officiel du blason reste à déterminer.                                                                                            |

| Blason de Biesles | Blason  | D'azur à trois têtes de bélier d'argent accornées d'or.                     |
| Blason de Biesles | Détails | Armes parlantes. (béliers) Le statut officiel du blason reste à déterminer. |

| Blason de Blessonville | Blason  | Parti: au 1er, de sable à la roue de sainte-Catherine d'or, au 2e d'or au château donjonné et pavillonné d'azur, ajouré et ouvert de sable. |
| Blason de Blessonville | Détails | Le statut officiel du blason reste à déterminer.                                                                                            |

| Blason de Bourbonne-les-Bains | Blason  | Écartelé : au 1) et 4) d’azur à la croix tréflée d’or, au 2) et 3) d’argent au croissant de gueules. |
| Blason de Bourbonne-les-Bains | Détails | Le statut officiel du blason reste à déterminer.                                                     |

| Blason de Bourdons-sur-Rognon | Blason  | Parti: au 1er de sinople à trois glands versés d'or, au 2e d'azur à la bande d'argent côtoyée de deux doubles cotices potencées contre-potencées d'or ; au chef cousu de gueules chargé d'un coq hardi d'or accosté de deux fleurs de lis du même. |
| Blason de Bourdons-sur-Rognon | Détails | Le statut officiel du blason reste à déterminer. |

| Blason de Bourmont | Blason  | Coupé, au premier d'azur, à une montagne d'or surmontée d'un alérion d'argent accosté à dextre d'un soleil aussi d'or et à senestre d'une lune figurée aussi d'argent, au second d'argent, aux deux bars adossés d'azur accompagnés de quatre croisettes recroisetées au pied fiché du même. |
| Blason de Bourmont | Détails | Le statut officiel du blason reste à déterminer. |

| Blason de Breuvannes-en-Bassigny | Blason  | Parti : au 1) d'azur semé de croisettes recroisetées au pied fiché d'or au bar du même brochant en pal sur le tout, au 2) d'azur à la bande d'argent côtoyée de deux doubles cotices potencées et contre-potencées d'or ; au chef de sinople chargé d'une vache arrêtée d'argent colletée et clarinée du même, accostée de deux cloches d'or. |
| Blason de Breuvannes-en-Bassigny | Détails | Le statut officiel du blason reste à déterminer. |

| Blason de Briaucourt | Blason  | De sable aux trois chaudrons d'or.               |
| Blason de Briaucourt | Détails | Le statut officiel du blason reste à déterminer. |

| Blason de Bricon | Blason  | D'argent au coq de sinople, crêté, becqué, barbé et membré de gueules.                                                                            |
| Blason de Bricon | Détails | Ce blason est celui de la famille de Chastenay (branche de Bricon), anciens seigneurs de Bricon. Le statut officiel du blason reste à déterminer. |

| Blason de Buxières-lès-Villiers | Blason  | Deux écus accolés : 1. D'azur à la fasce d'or accompagnée de trois croissants d'argent rangés en chef et de trois hures de sanglier du même en pointe. 2. D'azur à un lion d'argent tenant de sa patte dextre une épée du même. |
| Blason de Buxières-lès-Villiers | Détails | Le statut officiel du blason reste à déterminer. |

Pas d'information pour les communes suivantes : Bailly-aux-Forges, Balesmes-sur-Marne, Bannes (Haute-Marne), Bassoncourt, Baudrecourt (Haute-Marne), Bay-sur-Aube, Beauchemin (Haute-Marne), Belmont (Haute-Marne), Bettancourt-la-Ferrée, Bize (Haute-Marne), Blaisy, Blécourt (Haute-Marne), Blumeray, Bologne (Haute-Marne), Bonnecourt, Bourg (Haute-Marne), Bourg-Sainte-Marie, Bouzancourt, Brachay, Brainville-sur-Meuse, Braux-le-Châtel, Brennes, Brethenay, Brousseval, Bugnières, Busson (Haute-Marne), Buxières-lès-Clefmont
- Haut – A
- B
- C
- D
- E
- F
- G
- H
- I
- J
- K
- L
- M
- N
- O
- P
- Q
- R
- S
- T
- U
- V
- W
- X
- Y
- Z

## C
| Blason de Ceffonds | Blason  | D'or à la bande de gueules chargée de trois alérions d'argent. |
| Blason de Ceffonds | Détails | Le statut officiel du blason reste à déterminer.               |

| Blason de Chalancey | Blason  | D'or au lion d'azur lampassé et couronné de gueules. |
| Blason de Chalancey | Détails | Le statut officiel du blason reste à déterminer.     |

| Blason de Chalindrey | Blason  | Parti, au premier de gueules au colombier d'or, au second d'azur au pal d'argent côtoyé de deux doubles vergettes potencées et contre-potencées d'or, au chef cousu aussi d'azur chargé de deux coupes de rail d'or. |
| Blason de Chalindrey | Détails | Le statut officiel du blason reste à déterminer. |

| Blason de Chamarandes-Choignes | Blason  | D'azur aux trois pals d'or.                      |
| Blason de Chamarandes-Choignes | Détails | Le statut officiel du blason reste à déterminer. |

| Blason de Chambroncourt | Blason  | De gueules aux cinq fasces d'argent.             |
| Blason de Chambroncourt | Détails | Le statut officiel du blason reste à déterminer. |

| Blason de Champigny-sous-Varennes | Blason  | De sinople à une cotice d'or déportée à senestre, sur laquelle broche une double cotice potencée et contre-potencée de tenné, adextrée d'une épée aussi d'or garnie aussi de tenné posée en bande. |
| Blason de Champigny-sous-Varennes | Détails | Le statut officiel du blason reste à déterminer. |

| Blason de Chancenay | Blason  | D'azur au lion couronné d'or, surmonté d'un chevron alésé du même. |
| Blason de Chancenay | Détails | Le statut officiel du blason reste à déterminer.                   |

| Blason de Chantraines | Blason  | D'argent à la fasce bretessée d'azur accompagnée de trois grenouilles de sinople posées en pal, celle de la pointe renversée. |
| Blason de Chantraines | Détails | Le statut officiel du blason reste à déterminer.                                                                              |

| Blason de Châteauvillain | Blason  | De gueules semé de billettes d'or, au lion du même brochant sur le tout. |
| Blason de Châteauvillain | Détails | Le statut officiel du blason reste à déterminer.                         |

| Blason de Chaudenay | Blason  | D'azur aux six besants d'argent ordonnés 3, 2 et 1. |
| Blason de Chaudenay | Détails | Le statut officiel du blason reste à déterminer.    |

| Blason de Chaumont | Blason  | Parti, au premier de gueules à une demi escarboucle fleurdelysée d'or mouvante de la partition, au second d'azur à la bande d'argent côtoyée de deux doubles cotices potencées et contre-potencées d'or ; au chef cousu d'azur chargé de trois fleurs de lys d'or. |
| Blason de Chaumont | Détails | Le statut officiel du blason reste à déterminer. |

| Blason de Chevillon | Blason  | Parti: au 1er d'azur à six broyes d'or, liées par deux d'argent, les couples posés en fasce et rangés en pal, au chef d'argent chargé d'un lion issant de gueules, au 2e gueules à la grappe de raisin feuillée d'or accompagnée de trois billettes d'argent. |
| Blason de Chevillon | Détails | Le statut officiel du blason reste à déterminer. |

| Blason de Choiseul | Blason  | D'azur, à la croix d'or, cantonnée de dix-huit billettes du même, cinq dans chaque canton du chef, et quatre dans chaque canton de la pointe. |
| Blason de Choiseul | Détails | Le statut officiel du blason reste à déterminer.                                                                                              |

| Blason de Cirey-sur-Blaise | Blason  | D'or à la bande de gueules chargée de trois fleurs de lys d'argent. |
| Blason de Cirey-sur-Blaise | Détails | Le statut officiel du blason reste à déterminer.                    |

| Blason de Cirfontaines-en-Azois | Blason  | D'azur à l'église d'argent ouverte et ajourée de sable, pavillonnée de gueules, soutenue d'une burelle ondée d'argent; chapé d'or à deux arbres de sinople. |
| Blason de Cirfontaines-en-Azois | Détails | Le statut officiel du blason reste à déterminer. |

| Blason de Cirfontaines-en-Ornois | Blason  | D'azur à la barre d'or chargée de deux moulins à vent de sable à plomb, accompagnée en chef d'une levrette passante d'argent colletée de gueules, et en pointe d'une tour d'argent maçonnée de sable. |
| Blason de Cirfontaines-en-Ornois | Détails | Le statut officiel du blason reste à déterminer. |

| Blason de Clefmont | Blason  | D'azur à la clef d'argent.                                        |
| Blason de Clefmont | Détails | Armes parlantes. Le statut officiel du blason reste à déterminer. |
| Blason de Clefmont | Alias   | De gueules au cerf d'or.                                          |

| Blason de Coiffy-le-Haut | Blason  | Parti: au premier de gueules aux chaînes d'or posées en orle, en croix et en sautoir, chargées en cœur d'une émeraude au naturel, au second d'azur à la bande côtoyée de deux double cotices potencées et contre-potencées d'or; au chef d'azur semé de trois fleurs de lys d'or. |
| Blason de Coiffy-le-Haut | Détails | Le statut officiel du blason reste à déterminer. |

| Blason de Colombey-les-Deux-Églises | Blason  | D'argent à la croix engrêlée de gueules; chaussé parti au I de gueules à six burelles d'argent, au II d'azur à la fasce d'argent chargée d'un tourteau de gueules et accompagnée de trois roses d'or. |
| Blason de Colombey-les-Deux-Églises | Détails | Le statut officiel du blason reste à déterminer. |

| Blason de Coublanc | Blason  | D'or semé de clochettes d'argent soutenues chacune d'un croissant de gueules.                                                                               |
| Blason de Coublanc | Détails | * Il y a là non-respect de la règle de contrariété des couleurs : ces armes sont fautives (argent sur or). Le statut officiel du blason reste à déterminer. |

| Blason de Coupray | Blason  | D'or à une croix nillée d'argent aux extrémités de gueules, à la bande vivrée d'azur brochant sur le tout. |
| Blason de Coupray | Détails | Le statut officiel du blason reste à déterminer.                                                           |

| Blason de Curel | Blason  | Vairé d'or et d'azur au chef de gueules chargé d'un lion passant d'argent. |
| Blason de Curel | Détails | Le statut officiel du blason reste à déterminer.                           |

Pas d'information pour les communes suivantes : Celles-en-Bassigny, Celsoy, Cerisières, Chalvraines, Chamouilley, Champigneulles-en-Bassigny, Champigny-lès-Langres, Champsevraine, Changey, Chanoy, Charmes (Haute-Marne), Charmes-en-l'Angle, Charmes-la-Grande, Chassigny, Le Châtelet-sur-Meuse, Chatenay-Mâcheron, Chatenay-Vaudin, Chatonrupt-Sommermont, Chauffourt, Chaumont-la-Ville, Chézeaux, Choilley-Dardenay, Cirey-lès-Mareilles, Clinchamp, Cohons, Coiffy-le-Bas, Colmier-le-Bas, Colmier-le-Haut, Condes (Haute-Marne), Consigny, Cour-l'Évêque, Courcelles-en-Montagne, Courcelles-sur-Blaise, Culmont, Curmont, Cusey, Cuves (Haute-Marne)
- Haut – A
- B
- C
- D
- E
- F
- G
- H
- I
- J
- K
- L
- M
- N
- O
- P
- Q
- R
- S
- T
- U
- V
- W
- X
- Y
- Z

## D
| Blason de Daillancourt | Blason  | De gueules à la croix engrêlée d'or.             |
| Blason de Daillancourt | Détails | Le statut officiel du blason reste à déterminer. |

| Blason de Dammartin-sur-Meuse | Blason  | D'azur au chevron d'or accompagné de trois roses d'argent. |
| Blason de Dammartin-sur-Meuse | Détails | Le statut officiel du blason reste à déterminer.           |

| Blason de Dampierre | Blason  | De gueules au chevron d'argent.                  |
| Blason de Dampierre | Détails | Le statut officiel du blason reste à déterminer. |

| Blason de Dancevoir | Blason  | D'argent à quatre fasces ondées d'azur, à une volute de crosse d'or mouvant de la pointe et brochante. |
| Blason de Dancevoir | Détails | Le statut officiel du blason reste à déterminer.                                                       |

| Blason de Dinteville | Blason  | De sable aux deux léopards d'or armés et lampassés de gueules, passant l'un sur l'autre. |
| Blason de Dinteville | Détails | Le statut officiel du blason reste à déterminer.                                         |

| Blason de Domblain | Blason  | D'azur au mont d'argent chargé de trois étoiles d'azur entre deux lances de tournoi passées en sautoir brochant sur le tout de l'un en l'autre et accompagné en chef d'une cloche d'or. |
| Blason de Domblain | Détails | Le mont représente la localisation de la commune, en altitude. Les trois étoiles symbolisent la famille du Raguet, qui possédait la seigneurie de Domblain, ainsi que, couplées avec la cloche, l'ancien Chemin des Étoiles, route de pèlerinage dont Domblain était la huitième étape. Le blason a adopté par le conseil municipal 17 septembre 2020. |

| Blason de Donjeux | Blason  | Parti : au premier d'azur semé de fleurs de lys d'or à la tour d'argent ouverte et ajourée du champ, maçonnée de sable, brochant sur le tout, au second d'argent aux trois fleurs de lys au pied nourri de gueules. |
| Blason de Donjeux | Détails | Conflit héraldique : le dessin ne présente que deux fleurs de lys. Le statut officiel du blason reste à déterminer.                                                                                                 |

| Blason de Doulaincourt-Saucourt | Blason  | De gueules à la tour d'argent maçonnée de sable, ouverte et ajourée du champ, à la bordure cousue d'azur chargée de huit fleurs de lys d'or.                   |
| Blason de Doulaincourt-Saucourt | Détails | * Il y a là non-respect de la règle de contrariété des couleurs : ces armes sont fautives (azur sur gueules). Le statut officiel du blason reste à déterminer. |

| Blason de Doulevant-le-Château | Blason  | De sable au château donjonné d'or coulissé, ajouré et maçonné du champ, au chef de gueules chargé de deux têtes de loup affrontées d'or lampassées aussi de gueules.             |
| Blason de Doulevant-le-Château | Détails | Armes parlantes. * Il y a là non-respect de la règle de contrariété des couleurs : ces armes sont fautives (gueules sur sable). Le statut officiel du blason reste à déterminer. |

Pas d'information pour les communes suivantes : Daillecourt, Damrémont, Darmannes, Dommarien, Dommartin-le-Franc, Dommartin-le-Saint-Père, Domremy-Landéville, Doncourt-sur-Meuse, Doulevant-le-Petit, Droyes
- Haut – A
- B
- C
- D
- E
- F
- G
- H
- I
- J
- K
- L
- M
- N
- O
- P
- Q
- R
- S
- T
- U
- V
- W
- X
- Y
- Z

## E
| Blason de Échenay | Blason  | D'argent aux cinq annelets de gueules ordonnés en sautoir accompagnés de quatre mouchetures d’hermine de sable ordonnées 1.2.1. |
| Blason de Échenay | Détails | Le statut officiel du blason reste à déterminer.                                                                                |

| Blason de Éclaron-Braucourt-Sainte-Livière | Blason  | D'azur au château de trois tours d'argent ouvert et ajouré du champ, posé sur un tertre isolé de sinople, accosté de deux tiges feuillées du même et fleuries de trois pièces de gueules. |
| Blason de Éclaron-Braucourt-Sainte-Livière | Détails | * Il y a là non-respect de la règle de contrariété des couleurs : ces armes sont fautives. Le statut officiel du blason reste à déterminer.                                               |

| Blason de Ecot-la-Combe | Blason  | D'argent à un écot de sable posé en pal, au chef de sinople. |
| Blason de Ecot-la-Combe | Détails | Le statut officiel du blason reste à déterminer.             |

| Blason de Euffigneix | Blason  | Parti : au 1er d'azur à la bande d'argent côtoyée de deux doubles cotices potencées et contre-potencées d'or, au 2d de gueules à une statuette antique (Dieu dit d'Euffigneix) d'argent. |
| Blason de Euffigneix | Détails | Adopté par la commune. |

Pas d'information pour les communes suivantes : Effincourt, Enfonvelle, Épizon, Esnouveaux, Eurville-Bienville
- Haut – A
- B
- C
- D
- E
- F
- G
- H
- I
- J
- K
- L
- M
- N
- O
- P
- Q
- R
- S
- T
- U
- V
- W
- X
- Y
- Z

## F
| Blason de Fayl-Billot | Blason  | D'azur au mur crénelé d'argent maçonné de sable, mouvant de la pointe, sur le tout, de gueules aux trois pals de vair et au chef d'or chargé à dextre d'une merlette de sable. |
| Blason de Fayl-Billot | Détails | Le statut officiel du blason reste à déterminer. |

| Blason de Fays | Blason  | D'or à la foi alésée de carnation parée d'azur, surmontée d'un coeur enflammé de gueules adextré d'une épée basse de sable et senestré d'une étoile du même. |
| Blason de Fays | Détails | Le statut officiel du blason reste à déterminer. |

| Blason de Frampas | Blason  | D'azur au coq d'or membré, crêté et barbé de gueules. |
| Blason de Frampas | Détails | Le statut officiel du blason reste à déterminer.      |

| Blason de Fresnes-sur-Apance | Blason  | D'or au frêne terrassé de sinople, le fût accosté de deux léopards adossés de gueules; au chef d'azur chargé de trois étoiles d'argent. |
| Blason de Fresnes-sur-Apance | Détails | Armes parlantes. (frêne) Le statut officiel du blason reste à déterminer.                                                               |

Pas d'information pour les communes suivantes : Farincourt, Faverolles (Haute-Marne), Ferrière-et-Lafolie, Flagey (Haute-Marne), Flammerécourt, Fontaines-sur-Marne, Forcey, Foulain, Frécourt, Froncles, Fronville
- Haut – A
- B
- C
- D
- E
- F
- G
- H
- I
- J
- K
- L
- M
- N
- O
- P
- Q
- R
- S
- T
- U
- V
- W
- X
- Y
- Z

## G
| Blason de Germainvilliers | Blason  | Parti : au 1er coupé au I d’argent au lion léopardé de gueules, au II d’azur à l’étoile d’argent, au 2e d’or plain. |
| Blason de Germainvilliers | Détails | Le statut officiel du blason reste à déterminer.                                                                    |

| Blason de Giey-sur-Aujon | Blason  | D'argent semé de trèfles de sable au lion du même armé et lampassé de gueules, brochant sur le tout, au chef du même chargé de trois croissants du champ. |
| Blason de Giey-sur-Aujon | Détails | Le statut officiel du blason reste à déterminer. |

| Blason de Grenant | Blason  | D'azur au chevron d'or accompagné de trois marguerites tigées et feuillées d'argent. |
| Blason de Grenant | Détails | Le statut officiel du blason reste à déterminer.                                     |

| Blason de Gudmont-Villiers | Blason  | D'azur au chevron d'or accompagné de trois plantes de lin d'argent. |
| Blason de Gudmont-Villiers | Détails | Le statut officiel du blason reste à déterminer.                    |

Pas d'information pour les communes suivantes : Genevrières, La Genevroye, Germaines, Germay, Germisay, Gillancourt, Gillaumé, Gilley (Haute-Marne), Goncourt (Haute-Marne), Graffigny-Chemin, Grandchamp (Haute-Marne), Guindrecourt-aux-Ormes, Guindrecourt-sur-Blaise, Guyonvelle
- Haut – A
- B
- C
- D
- E
- F
- G
- H
- I
- J
- K
- L
- M
- N
- O
- P
- Q
- R
- S
- T
- U
- V
- W
- X
- Y
- Z

## H
| Blason de Harréville-les-Chanteurs | Blason  | D'azur au colporteur contourné marchant d'argent chargé de sa balle du même, habillé, coiffé et chaussé d'or, accosté de deux bars du même; au chef cousu de gueules chargé d'une croix papale d’or, accostée de deux vannets d'argent. |
| Blason de Harréville-les-Chanteurs | Détails | * Ces armes emploient le terme « cousu » dans le seul but de contrevenir à la règle de contrariété des couleurs : elles sont fautives (gueules sur azur). Création Robert André Louis. Adopté le 26 juin 2019.                          |

| Blason de Haute-Amance | Blason  | D'azur à trois croissants d'argent rangés en chef; à la champagne ondée d'argent chargée d'un poisson du même. |
| Blason de Haute-Amance | Détails | Le statut officiel du blason reste à déterminer.                                                               |

| Blason de Humbécourt | Blason  | Coupé : au 1er parti de trois, au I fascé de gueules et d'argent de huit pièces, au II d'azur semé de fleurs de lys d'or au lambel de gueules en chef, au III d'argent à la croix potencée d'or cantonnée de quatre croisettes du même, au IV d'or aux quatre pals de gueules, au 2d parti au I d'azur semé de fleurs de lys d'or et à la bordure de gueules, au II d'azur semé de croisettes recroisetées au pied fiché d'or aux deux bars adossés du même brochants ; sur le tout, d'or, à la bande de gueules, chargée de trois alérions d'argent. |
| Blason de Humbécourt | Détails | Armoiries de René II de Lorraine, sculptées sur la clef de voûte de la croisée du transept de l'église paroissiale de la commune. Le statut officiel du blason reste à déterminer. |

| Blason de Humes-Jorquenay | Blason  | Tiercé en pairle renversé: au 1 de sinople à une gerbe de blé d'or liée de gueules; au 2 de gueules à un fourquet de brasseur d'or; au 3 d'argent à la fasce ondée d'azur et à l'ancre renversée de sable brochant sur elle; à un listel d'or chargé de l'inscription "HUMES JORQUENAY" de sable brochant sur le tout. |
| Blason de Humes-Jorquenay | Détails | Créé par JF Binon. Blason sur la façade de la mairie. |

Pas d'information pour les communes suivantes : Hâcourt, Hallignicourt, Heuilley-Cotton, Heuilley-le-Grand, Huilliécourt, Humberville
- Haut – A
- B
- C
- D
- E
- F
- G
- H
- I
- J
- K
- L
- M
- N
- O
- P
- Q
- R
- S
- T
- U
- V
- W
- X
- Y
- Z

## I
| Blason de Illoud | Blason  | Tiercé en bande : au 1er d'azur à la bande d'argent côtoyée de deux doubles cotices potencées et contre-potencées d'or, au 2e à un loup passant dans le sens de la bande, au 3e d'or à la bande de gueules chargée de trois alérions d'argent. Une couleur n'est pas précisée dans le blasonnement ci-dessus. Veuillez faire apparaître la couleur inconnue en blanc (table d'attente) et l'argent en gris. |
| Blason de Illoud | Détails | Armes parlantes. (loup) Le statut officiel du blason reste à déterminer. |

Pas d'information pour les communes suivantes : Is-en-Bassigny, Isômes

## J
| Blason de Joinville | Blason  | D'azur à trois broyes d'or, liées d'argent, l'une au-dessus de l'autre; au chef d'argent chargé d'un lion issant de gueules. |
| Blason de Joinville | Détails | Le statut officiel du blason reste à déterminer.                                                                             |

| Blason de Juzennecourt | Blason  | D'azur au chevron accompagné, en chef, de deux étoiles et, en pointe, d'un croissant, le tout d'or, au chef d'azur chargé de trois pals aussi d'or. |
| Blason de Juzennecourt | Détails | Le statut officiel du blason reste à déterminer. |

Pas d'information pour les communes suivantes : Jonchery
- Haut – A
- B
- C
- D
- E
- F
- G
- H
- I
- J
- K
- L
- M
- N
- O
- P
- Q
- R
- S
- T
- U
- V
- W
- X
- Y
- Z

## L
| Blason de Lacrète | Blason  | D'or au mont de 3 coupeaux de sinople surmonté d'une croix de gueules[réf. souhaitée]. |
| Blason de Lacrète | Détails | Le statut officiel du blason reste à déterminer.                                       |

| Blason de Lafauche | Blason  | D'or à la bande de gueules chargée de trois alérions d'argent, au lion de sable brochant sur le tout, au chef d'azur chargé de trois fleurs de lys du champ. |
| Blason de Lafauche | Détails | Le statut officiel du blason reste à déterminer. |

| Blason de Laferté-sur-Amance | Blason  | D'azur à la croix cantonnée au 1) et au 2) de cinq billettes, au 3) et 4) de quatre billettes, le tout d'or, sur le tout, de gueules au créquier arraché d'argent. |
| Blason de Laferté-sur-Amance | Détails | Le statut officiel du blason reste à déterminer. |

| Blason de Laferté-sur-Aube | Blason  | Parti : au 1) mi-parti de gueules aux chaînes d'or posées en orle, croix et sautoir, chargées en cœur d'une émeraude au naturel, au 2) d'azur à la bande côtoyée de deux double cotices potencées et contre-potencées d'or ; le tout sommé d'un chef d'azur chargé d'une fleur de lys d'or accostée de deux branches de laurier du même, celle de dextre posée en bande et celle de senestre posée en barre. |
| Blason de Laferté-sur-Aube | Détails | Le statut officiel du blason reste à déterminer. |

| Blason de Langres | Blason  | D'azur semé de fleurs de lis d'or, au sautoir de gueules brochant sur le tout. |
| Blason de Langres | Détails | Le statut officiel du blason reste à déterminer.                               |

| Blason de Lanty-sur-Aube | Blason  | D'or au coq de sinople, crêté, becqué, barbé (couronné et membré) de gueules, accompagné de trois roses du même.                 |
| Blason de Lanty-sur-Aube | Détails | Armes de la famille de Chastenay de Lanty, qui donna d'anciens seigneurs du village. Blason présent sur le fronton de la mairie. |

| Blason de Leurville | Blason  | Tiercé en pairle renversé: au 1 d'azur à une croix de Lorraine d'or, au 2 d'argent à une tête de cheval de tenné, allumée du champ et bridée de gueules, au 3 de sinople à un chêne d'or. |
| Blason de Leurville | Détails | Créé par JF Binon. Sur site de l'Annuaire des Collectivités, 2025. |

| Blason de Lezéville | Blason  | D'azur au chef denché d'or.                      |
| Blason de Lezéville | Détails | Le statut officiel du blason reste à déterminer. |

| Blason de Liffol-le-Petit | Blason  | D'or à un arbre arraché au naturel ; mantelé de gueules chargé à dextre d'une crosse d'or et à senestre d'une épée basse du même ; au chevronnel d'argent brochant sur la partition ; le tout sommé d'un chef d'azur à la bande d'argent côtoyée de deux doubles cotices potencées et contre-potencées d'or. |
| Blason de Liffol-le-Petit | Détails | Blason réalisé par des riverains en 2017. |

| Blason de Longeau-Percey | Blason  | Parti : au 1) de gueules aux chaînes d'or posées en croix et en sautoir, chargées en cœur d'une émeraude au naturel, au 2) d'azur à la bande d'argent côtoyée de deux double cotices potencées et contre-potencées d'or ; au chef bastillé de cinq pièces d'or. |
| Blason de Longeau-Percey | Détails | Le statut officiel du blason reste à déterminer. |

| Blason à dessiner | Blason  | Une terrasse isolée sur laquelle sont posés, à dextre, un loup contourné, hurlant, les pattes antérieures posées sur un monticule adossé à une souche d'arbre et, à senestre un berger tenant son bâton de sa main gauche, le tout accompagné de quatre fleurs à quatre pétales rangées en chef. |
| Blason à dessiner | Détails | Armes parlantes. Le statut officiel du blason reste à déterminer. |

Pas d'information pour les communes suivantes : Lachapelle-en-Blaisy, Lamancine, Lamothe-en-Blaisy, Laneuvelle, Laneuville-à-Rémy, Laneuville-au-Pont, Lanques-sur-Rognon, Larivière-Arnoncourt, Latrecey-Ormoy-sur-Aube, Lavernoy, Laville-aux-Bois, Lavilleneuve, Lavilleneuve-au-Roi, Lecey, Leffonds, Leschères-sur-le-Blaiseron, Leuchey, Levécourt, Les Loges (Haute-Marne), Longchamp (Haute-Marne), Longeville-sur-la-Laines, Louvières (Haute-Marne), Louze, Luzy-sur-Marne
- Haut – A
- B
- C
- D
- E
- F
- G
- H
- I
- J
- K
- L
- M
- N
- O
- P
- Q
- R
- S
- T
- U
- V
- W
- X
- Y
- Z

## M
| Blason de Mandres-la-Côte | Blason  | D'azur à la bande d'or accompagnée de neuf billettes du même, cinq en chef et quatre en pointe ordonnées 2, 1 & 1. |
| Blason de Mandres-la-Côte | Détails | Le statut officiel du blason reste à déterminer.                                                                   |

| Blason de Manois | Blason  | De sinople à la fasce ondée d'azur bordée en filet d'argent, accompagnée en chef de deux masses et de deux pinces d'or, passés deux à deux en sautoir et en pointe d'un loup courant du même. |
| Blason de Manois | Détails | Création Jean-François Binon, adoptée par la commune. |

| Blason de Maranville | Blason  | D'azur à la bande échiquetée de gueules et d'argent de deux tires, côtoyée de deux doubles cotices potencées contre-potencées d'or, accompagnée en chef d'une épée basse d'or posée en bande et en pointe d'une clef du même posée en bande. |
| Blason de Maranville | Détails | Adopté en janvier 2021. |

| Blason de Maulain | Blason  | De gueules au chaudron d'or.                     |
| Blason de Maulain | Détails | Le statut officiel du blason reste à déterminer. |

| Blason de Melay | Blason  | Coupé : au 1er tiercé en pal au I d'azur semé de croisettes recroisetées au pied fiché d'or et à un bar du même brochant, au II d'argent à une couronne de laurier de sinople, au III d'azur semé de croisettes recroisetées au pied fiché d'or et à un bar contourné du même brochant, au 2d de gueules à une colombe d'argent en vol tenant dans son bec la sainte Ampoule d'or. |
| Blason de Melay | Détails | Duché de Bar, Voie romaine, la colombe attributs de saint Rémi patron de l'église de Melay. Création Jean-François Binon, adoptée par la commune. |

| Blason de Moëslains | Blason  | Coupé émanché de deux pièces: au 1 de gueules au léopard d'or, au 2 d'azur à deux crosserons adossés d'argent. |
| Blason de Moëslains | Détails | Créé par JF Binon. Adopté le 9 novembre 2015                                                                   |

| Blason de Montier-en-Der | Blason  | D'azur à la fleur de lys d'or, accompagnée de trois faucilles d'argent emmanchées aussi d'or. |
| Blason de Montier-en-Der | Détails | Le statut officiel du blason reste à déterminer.                                              |

| Blason de Montot-sur-Rognon | Blason  | Parti d'argent et d'or à la bande de sable chargée d'une double cotice potencée et contre-potencée aussi d'argent, accompagnée, en chef, d'une croix latine de gueules perronnée de trois degrés d'argent et, en pointe, d'une fontaine aussi de gueules à la margelle aussi d'argent, jaillissante de quatre jets d'azur, deux à dextre et deux à senestre. |
| Blason de Montot-sur-Rognon | Détails | Le statut officiel du blason reste à déterminer. |

| Blason de Montsaugeon | Blason  | De gueules à neuf burelles d'or.                 |
| Blason de Montsaugeon | Détails | Le statut officiel du blason reste à déterminer. |

Pas d'information pour les communes suivantes : Maâtz, Magneux (Haute-Marne), Maisoncelles (Haute-Marne), Maizières (Haute-Marne), Maizières-sur-Amance, Malaincourt-sur-Meuse, Marac, Marbéville, Marcilly-en-Bassigny, Mardor, Mareilles, Marnay-sur-Marne, Mathons, Mennouveaux, Merrey, Mertrud, Meures, Millières (Haute-Marne), Mirbel, Montcharvot, Montheries, Montreuil-sur-Blaise, Montreuil-sur-Thonnance, Morancourt, Morionvilliers, Mouilleron (Haute-Marne), Mussey-sur-Marne
- Haut – A
- B
- C
- D
- E
- F
- G
- H
- I
- J
- K
- L
- M
- N
- O
- P
- Q
- R
- S
- T
- U
- V
- W
- X
- Y
- Z

## N
| Blason de Neuilly-l'Évêque | Blason  | De gueules au mur crénelé d'argent ouvert du champ, maçonné de sable, mouvant de la pointe, sur le tout, d'azur semé de fleurs de lys d'or au sautoir cousu de gueules brochant. |
| Blason de Neuilly-l'Évêque | Détails | Le statut officiel du blason reste à déterminer. |

| Blason de Neuilly-sur-Suize | Blason  | D'azur à trois têtes d'argent, bordé de gueules. |
| Blason de Neuilly-sur-Suize | Détails | * Il y a là non-respect de la règle de contrariété des couleurs : ces armes sont fautives (gueules sur azur). Le statut officiel du blason reste à déterminer. |

| Blason de Nogent | Blason  | D'azur au lion d'argent.                         |
| Blason de Nogent | Détails | Le statut officiel du blason reste à déterminer. |

| Blason de Noidant-Chatenoy | Blason  | Écartelé: au 1 de gueules à un châtaignier d'or, au 2 d'argent à un saint Christophe portant l'enfant Jésus au naturel, au 3 d'azur à une ancre renversée d'or, au 4 de gueules à une façade de 4 colonnes style Rome antique d'or. |
| Blason de Noidant-Chatenoy | Détails | Créé par JF Binon, sur l'application PanneauPocket, 2024. |

| Blason de Noidant-le-Rocheux | Blason  | D'argent au chef de gueules chargé de deux roses d'or pointées de sinople. |
| Blason de Noidant-le-Rocheux | Détails | Le statut officiel du blason reste à déterminer.                           |

| Blason de Nomécourt | Blason  | De gueules à la tour d'or ouverte, ajourée et maçonnée de sable au chef d'azur chargé de trois étoiles aussi d'or.                                             |
| Blason de Nomécourt | Détails | * Il y a là non-respect de la règle de contrariété des couleurs : ces armes sont fautives (azur sur gueules). Le statut officiel du blason reste à déterminer. |

Pas d'information pour les communes suivantes : Narcy (Haute-Marne), Neuvelle-lès-Voisey, Nijon, Ninville, Noncourt-sur-le-Rongeant, Noyers (Haute-Marne), Nully (Haute-Marne)
- Haut – A
- B
- C
- D
- E
- F
- G
- H
- I
- J
- K
- L
- M
- N
- O
- P
- Q
- R
- S
- T
- U
- V
- W
- X
- Y
- Z

## O
| Blason de Orges | Blason  | D'argent aux trois fasces d'azur.                |
| Blason de Orges | Détails | Le statut officiel du blason reste à déterminer. |

Pas d'information pour les communes suivantes : Occey, Orbigny-au-Mont, Orbigny-au-Val, Orcevaux, Ormancey, Ormoy-lès-Sexfontaines, Orquevaux, Osne-le-Val, Oudincourt, Outremécourt, Ozières
- Haut – A
- B
- C
- D
- E
- F
- G
- H
- I
- J
- K
- L
- M
- N
- O
- P
- Q
- R
- S
- T
- U
- V
- W
- X
- Y
- Z

## P
| Blason de Pailly (Le) | Blason  | D'azur à la bande d'argent côtoyée de deux doubles cotices potencées contre-potencées d'or, accompagnées en chef d'un agneau couché d'argent tenant une hampe croisetée d'or au guidon d'argent chargé d'une croisette de gueules et, en pointe, d'un lion d'or armé, lampassé et couronné de gueules. |
| Blason de Pailly (Le) | Détails | Création Jean-François Binon, adoptée par la commune. |

| Blason de Peigney | Blason  | D'hermine au chef de gueules chargé de deux quintefeuilles d'or. |
| Blason de Peigney | Détails | Le statut officiel du blason reste à déterminer.                 |

| Blason de Pisseloup | Blason  | Parti : au 1er d'argent à un lion de gueules, armé et lampassé d'azur, au 2d d'or à trois lionceaux de sable couronnés du champ, armés et lampassés de gueules. |
| Blason de Pisseloup | Détails | Création Claude Arnaud, adoptée par la commune. |

| Blason de Planrupt | Blason  | Écartelé : au 1er d'azur à la bande d'argent côtoyée de deux doubles cotices potencées contre-potencées d'or, au 2e de gueules à la bande d'argent côtoyée de deux cotices fleuronnées du même, le tout accompagné de six couronnes d'or dans le sens de la bande, trois en chef et trois renversées en pointe, au 3e de gueules à une massue d'or posée en bande, au 4e d'azur à une scie à cadre d'argent emmanchée d'or ; à la burelle ondée d'argent brochant en pointe. |
| Blason de Planrupt | Détails | Création Jean-François Binon, adoptée par la commune. |

| Blason à dessiner | Blason  | D'azur au chevron accompagné de trois croisettes recroisetées au pied fiché, le tout d'or. |
| Blason à dessiner | Détails | Le statut officiel du blason reste à déterminer.                                           |

| Blason de Poissons | Blason  | D'azur, aux deux poissons d'argent adossés en pal et brochant sur le tout.                                                                                 |
| Blason de Poissons | Détails | Armes parlantes. Conflit héraldique : le dessin montre des poissons chargeant l'azur et non pas brochant. Le statut officiel du blason reste à déterminer. |

| Blason de Poulangy | Blason  | D'azur à la crosse d'abbesse, accostée à dextre d'une clef et à senestre d'une fleur de lys, le tout d'or. |
| Blason de Poulangy | Détails | Le statut officiel du blason reste à déterminer.                                                           |

| Blason de Prauthoy | Blason  | Coupé, au premier d'azur semé de fleurs de lys d'or, au sautoir de gueules brochant, au second vairé d'or et de gueules. |
| Blason de Prauthoy | Détails | Le statut officiel du blason reste à déterminer.                                                                         |

| Blason de Pressigny | Blason  | De gueules au chevron accompagné, en chef, de deux molettes d'éperon et en pointe, d'un trèfle, le tout d'or. |
| Blason de Pressigny | Détails | Le statut officiel du blason reste à déterminer.                                                              |

| Blason de Prez-sous-Lafauche | Blason  | D'azur à l'agneau pascal d'argent, la bannière chargée d'un sautoir de gueules. |
| Blason de Prez-sous-Lafauche | Détails | Le statut officiel du blason reste à déterminer.                                |

| Blason de Puellemontier | Blason  | D'azur au mont de six coupeaux d'argent mouvant de la pointe surmonté de deux croissants du même. |
| Blason de Puellemontier | Détails | Le statut officiel du blason reste à déterminer.                                                  |

Pas d'information pour les communes suivantes : Palaiseul, Pansey, Parnoy-en-Bassigny, Paroy-sur-Saulx, Perrancey-les-Vieux-Moulins, Perrogney-les-Fontaines, Perrusse, Perthes (Haute-Marne), Pierremont-sur-Amance, Plesnoy, Poinsenot, Poinson-lès-Fayl, Poinson-lès-Grancey, Poinson-lès-Nogent, Poiseul, Pont-la-Ville (Haute-Marne), Praslay
- Haut – A
- B
- C
- D
- E
- F
- G
- H
- I
- J
- K
- L
- M
- N
- O
- P
- Q
- R
- S
- T
- U
- V
- W
- X
- Y
- Z

## R
| Blason de Rangecourt | Blason  | Coupé mi-parti en chef : au 1 d'azur à sept épis de blé d'or, empoignés et liés de gueules, au 2 d'argent à une palme de sinople, au 3 de gueules à la voiture phaéton d'or. |
| Blason de Rangecourt | Détails | La phaéton évoque Gratien Michaux (Devrait être.la Peugeot phaéton 3hp selon JF Binon créateur du blason). page Facebook de la commune, 2022.                                |

| Blason de Rennepont | Blason  | De sable à la bande d'argent chargée d'un lion léopardé de gueules, accompagnée de deux étoiles de six rais aussi d'argent. |
| Blason de Rennepont | Détails | Le statut officiel du blason reste à déterminer.                                                                            |

| Blason de Reynel | Blason  | D'azur aux trois chevrons d'or.                  |
| Blason de Reynel | Détails | Le statut officiel du blason reste à déterminer. |

| Blason de Riaucourt | Blason  | D'azur à la double burelle potencée et contre-potencée d'or, accompagnée en chef d'une enclume du même accostée de deux maisons d'argent maçonnées de sable, et en pointe d'un pont de cinq arches d'argent, maçonné de sable, sur une rivière d'argent mouvant de la pointe. |
| Blason de Riaucourt | Détails | Création Roger & Claude Petitpierre, adoptée le 22 octobre 1983. |
| Blason de Riaucourt | Alias   | D'azur à un vol d'or surmonté d'un œil du même. Armes de la famille de Laistre. |

| Blason de Richebourg | Blason  | D'or à l'écusson de gueules chargé d'un saint Nicolas d'argent ; à la bordure de sinople chargée de six besants d'argent. |
| Blason de Richebourg | Détails | Création Roger Petitpierre, adoptée le 25 mars 2021.                                                                      |
| Blason de Richebourg | Alias   | D'argent à la bande de gueules. Armes de la famille de Richebourg, seigneur de Pouan-les-Vallées au XVIe siècle.          |

| Blason de Rimaucourt | Blason  | D'azur à trois croissants d'or, à une ancre d'argent brochant sur le tout ; au chef cousu de gueules chargé de quatorze étoiles d'argent ordonnées 5, 4 & 5.   |
| Blason de Rimaucourt | Détails | * Il y a là non-respect de la règle de contrariété des couleurs : ces armes sont fautives (gueules sur azur). Le statut officiel du blason reste à déterminer. |
| Blason de Rimaucourt | Alias   | D'azur, à l'aigle d'or (qui est de Noyers), chargée en cœur d'une étoile de sable. Armes de Jean de Noyers, seigneur de Rimaucourt jusqu'en 1412.              |

| Blason de Rivière-les-Fosses | Blason  | De gueules à une fasce d'argent chargée de trois écussons d'azur. |
| Blason de Rivière-les-Fosses | Détails | Le statut officiel du blason reste à déterminer.                  |

| Blason de Rizaucourt-Buchey | Blason  | D'azur à la bande d'argent côtoyée de deux doubles cotices potencées et contre-potencées d'or, accompagnée en chef d'un cep de vigne fruité et feuillé d'or et en pointe d'une branche de chêne fruitée et feuillée du même. |
| Blason de Rizaucourt-Buchey | Détails | Adopté en 2008 sur proposition de Pascal Vagnat. |
| Blason de Rizaucourt-Buchey | Alias   | Écartelé : aux 1er et 4e d'azur à trois glands d'or, au 2e et 3e d'or semé de trèfles d'azur à un lion de sable brochant sur le tout, au chef de gueules chargé de trois croissant du champ.                                 |

| Blason de Rouvroy-sur-Marne | Blason  | Coupé, tranché, taillé aux 1, 3 et 5 d'or et aux 2, 4 et 6 d'azur. |
| Blason de Rouvroy-sur-Marne | Détails | Le statut officiel du blason reste à déterminer.                   |

Pas d'information pour les communes suivantes : Rachecourt-sur-Marne, Rachecourt-Suzémont, Rançonnières, Rivières-le-Bois, Robert-Magny, Rochefort-sur-la-Côte, Roches-Bettaincourt, Roches-sur-Marne, Rochetaillée (Haute-Marne), Rolampont, Romain-sur-Meuse, Rouécourt, Rouelles, Rougeux, Rouvres-sur-Aube, Rupt
- Haut – A
- B
- C
- D
- E
- F
- G
- H
- I
- J
- K
- L
- M
- N
- O
- P
- Q
- R
- S
- T
- U
- V
- W
- X
- Y
- Z

## S
| Blason de Sailly | Blason  | Parti mi coupé à senestre: au 1 d'azur à la bande d'argent côtoyée de deux doubles cotices potencées contre-potencées d'or, au 2 d'or à un arbre de sinople, au 3 de gueules à la croix tréflée d'or. |
| Blason de Sailly | Détails | Création Jean-François Binon, adoptée par la commune. |

| Blason de Saint-Blin | Blason  | D'azur à trois rencontres de bélier d'argent accornés d'or. |
| Blason de Saint-Blin | Détails | Le statut officiel du blason reste à déterminer.            |

| Blason de Saint-Broingt-le-Bois | Blason  | Écartelé: au 1 d'or à un chêne de sinople fûté de tenné , au 2 de gueules à deux lances de tournoi d'argent passées en sautoir, au 3 de gueules à une feuille de chêne d'argent posée en bande, au 4 d'or à une branche de chêne de sinople |
| Blason de Saint-Broingt-le-Bois | Détails | Créé par JF Binon. Sur l'application PanneauPocket, 2024 |

| Blason de Saint-Dizier | Blason  | D'azur au château de trois tours d'argent maçonné de sable, la tour du milieu plus élevée, posé sur une coque de nef aussi d'argent. |
| Blason de Saint-Dizier | Détails | Le statut officiel du blason reste à déterminer.                                                                                     |

| Blason de Saint-Urbain-Maconcourt | Blason  | De gueules au tau d’argent, accompagné de trois fleurs de lys du même mal ordonnées. |
| Blason de Saint-Urbain-Maconcourt | Détails | Le statut officiel du blason reste à déterminer.                                     |

| Blason de Saints-Geosmes | Blason  | De gueules aux trois palmiers arrachés d'or.     |
| Blason de Saints-Geosmes | Détails | Le statut officiel du blason reste à déterminer. |

| Blason de Savigny | Blason  | Écartelé : au 1) de gueules au lion couronné d'or, au 2) d'azur au soleil non figuré d'or, au 3) d’azur au coq d'or, au 4) de gueules au château donjonné d'or ouvert et maçonné de sable. |
| Blason de Savigny | Détails | Le statut officiel du blason reste à déterminer. |

| Blason de Semilly | Blason  | De sinople au chevron d'or accompagné, en chef, de deux étoiles d'argent et, en pointe, d'une tête de cheval coupée du même. |
| Blason de Semilly | Détails | Le statut officiel du blason reste à déterminer.                                                                             |

| Blason de Serqueux | Blason  | D'azur à la fasce ondée d'argent accompagnée de trois annelets d'or. |
| Blason de Serqueux | Détails | Ces armes sont les armes de la famille Humblot (aussi orthographiée Humbelot). Claude Humblot fut seigneur de Serqueux au XVIIe siècle. Lui succédèrent ensuite son fils Etienne et son neveu Claude (voir entre autres les Notes du Baron de l'Horme, Archives départementales de la Haute-Marne). La seigneurie passa ensuite aux mains de la famille de Robec (Antoine de Robec comte de Pallières) qui avait ses propres armoiries. Le statut officiel du blason reste à déterminer. |

| Blason de Signéville | Blason  | D'azur à une épée haute d'or ; au heaume d'argent, la grille et le collier d'or, bordé du même, taré de face, brochant en cœur et accosté de deux étoiles d'argent. |
| Blason de Signéville | Détails | Le statut officiel du blason reste à déterminer. |

| Blason de Sommevoire | Blason  | D'azur à la tour d'argent ouverte, ajourée et maçonnée de sable, d'où sort une source aussi d'argent, ladite tour surmontée d'une étoile d'or. |
| Blason de Sommevoire | Détails | Le statut officiel du blason reste à déterminer.                                                                                               |

Pas d'information pour les communes suivantes : Saint-Broingt-les-Fosses, Saint-Ciergues, Saint-Loup-sur-Aujon, Saint-Martin-lès-Langres, Saint-Maurice (Haute-Marne), Saint-Thiébault, Saint-Vallier-sur-Marne, Sarcey (Haute-Marne), Sarrey, Saudron, Saulles, Saulxures (Haute-Marne), Semoutiers-Montsaon, Sexfontaines, Silvarouvres, Sommancourt, Sommerécourt, Soncourt-sur-Marne, Soulaucourt-sur-Mouzon, Soyers, Suzannecourt
- Haut – A
- B
- C
- D
- E
- F
- G
- H
- I
- J
- K
- L
- M
- N
- O
- P
- Q
- R
- S
- T
- U
- V
- W
- X
- Y
- Z

## T
| Blason de Thonnance-lès-Joinville | Blason  | D'azur aux lettres V de sable et T d'or rangées en fasce et entrelacées accompagnées de trois abeilles en vol d'or. Devise / CriDuro assuisce labori |
| Blason de Thonnance-lès-Joinville | Détails | Le statut officiel du blason reste à déterminer. |

| Blason à dessiner | Blason  | D'azur à la fasce haussée accompagnée en chef d'une rose accostée de deux étoiles, le tout d'argent, et en pointe d'un faisceau de trois flèches empennées de gueules et futées d'or. |
| Blason à dessiner | Détails | Le statut officiel du blason reste à déterminer. |

| Blason de Trémilly | Blason  | De sable fretté d'argent de six pièces.          |
| Blason de Trémilly | Détails | Le statut officiel du blason reste à déterminer. |

Pas d'information pour les communes suivantes : Ternat (Haute-Marne), Thilleux, Thivet, Thol-lès-Millières, Thonnance-les-Moulins, Torcenay, Tornay (Haute-Marne), Treix, Troisfontaines-la-Ville
- Haut – A
- B
- C
- D
- E
- F
- G
- H
- I
- J
- K
- L
- M
- N
- O
- P
- Q
- R
- S
- T
- U
- V
- W
- X
- Y
- Z

## V
| Blason à dessiner | Blason  | De gueules à la barre ondée d'azur accompagnée en chef d'une salamandre couronnée d'or, la tête contournée vomissant des flammes du champ, et, en pointe, d'un arbre arraché de sinople,. |
| Blason à dessiner | Détails | Le statut officiel du blason reste à déterminer. |

| Blason de Val-d’Esnoms (Le) | Blason  | D'azur plain ; au chef d'argent chargé de la lettre majuscule A, dont la traverse se prolonge et emmanche à senestre un pic de mineur, pointe vers le bas, le tout de sable. |
| Blason de Val-d’Esnoms (Le) | Détails | Le statut officiel du blason reste à déterminer. |

| Blason de Val-de-Meuse | Blason  | D'azur à la muraille crénelée et donjonnée d'argent, maçonnée et ouverte de sable, mouvant des flancs et de la pointe; sur le tout, mi-parti: au 1er de gueules aux chaînes d'or passées en sautoir, croix et orle, au 2e d'azur à la bande d'argent côtoyée de deux doubles cotices potencées et contre-potencées d'or. |
| Blason de Val-de-Meuse | Détails | Différences entre dessin et blasonnement : muraille ouverte. Le statut officiel du blason reste à déterminer. |

| Blason de Valcourt | Blason  | D'azur à deux besants cerclés d'argent, chargés chacun d'une ombre d'ancre avec sa gumène, chaque ancre accostée en chef de deux quadrilobes d'or* ; au chef cousu de gueules* chargé d'une tête de léopard d'or, lampassée de gueules et accostée de deux ornements d'argent avec des baies de gueules. |
| Blason de Valcourt | Détails | * Il y a là non-respect de la règle de contrariété des couleurs : ces armes sont fautives (or sur argent et gueules sur azur). Le statut officiel du blason reste à déterminer. |

| Blason de Varennes-sur-Amance | Blason  | De gueules au lévrier passant d'argent colleté du champ, surmonté d'un croissant d'or. |
| Blason de Varennes-sur-Amance | Détails | Le statut officiel du blason reste à déterminer.                                       |

| Blason de Vaux-la-Douce | Blason  | D'argent au sautoir d'azur chargé de cinq besants d'or. |
| Blason de Vaux-la-Douce | Détails | Le statut officiel du blason reste à déterminer.        |

| Blason de Vaux-sous-Aubigny | Blason  | De gueules à neuf burelles d'or.                 |
| Blason de Vaux-sous-Aubigny | Détails | Le statut officiel du blason reste à déterminer. |

| Blason de Vaux-sur-Saint-Urbain | Blason  | D'azur à trois broyes d'or rangées en pal[réf. souhaitée]. |
| Blason de Vaux-sur-Saint-Urbain | Détails | Le statut officiel du blason reste à déterminer.           |

| Blason de Vesaignes-sous-Lafauche | Blason  | Coupé : au 1er parti au I d'or à un manteau de gueules posé sur le fil d'une épée basse d'argent posée en barre, au II de sinople à un chêne arraché d'or, au 2d d'azur au chevron renversé d'argent côtoyé de deux filets potencés d'or. |
| Blason de Vesaignes-sous-Lafauche | Détails | Le statut officiel du blason reste à déterminer. |

| Blason de Vignory | Blason  | De gueules aux six burelles d'argent.            |
| Blason de Vignory | Détails | Le statut officiel du blason reste à déterminer. |

| Blason de Villiers-en-Lieu | Blason  | D'azur au chevron renversé et alésé d'argent, accompagné de trois besants d'or mal ordonnés; à la bordure d'argent. |
| Blason de Villiers-en-Lieu | Détails | Le statut officiel du blason reste à déterminer.                                                                    |

| Blason de Villiers-sur-Suize | Blason  | Écartelé au 1) de sinople à la fasce d'argent, maçonnée de sable, au 2) et 3) d'or au chevron renversé d'azur, accompagné en chef d'une hure de sanglier de sable et en pointe de deux truites du même, au 4) d'azur à la roue de moulin à eau d'argent, soutenue de deux ondes alésées du même. |
| Blason de Villiers-sur-Suize | Détails | Le statut officiel du blason reste à déterminer. |

Pas d'information pour les communes suivantes : Vaillant (Haute-Marne), Valleret, Valleroy (Haute-Marne), Vals-des-Tilles, Vaudrecourt, Vaudrémont, Vaux-sur-Blaise, Vauxbons, Vecqueville, Velles (Haute-Marne), Verbiesles, Verseilles-le-Bas, Verseilles-le-Haut, Vesaignes-sur-Marne, Vesvres-sous-Chalancey, Vicq (Haute-Marne), Viéville, Vignes-la-Côte, Villars-en-Azois, Villars-Santenoge, Ville-en-Blaisois, Villegusien-le-Lac, Villiers-le-Sec (Haute-Marne), Villiers-lès-Aprey, Violot, Vitry-en-Montagne, Vitry-lès-Nogent, Vivey, Voillecomte, Voisines (Haute-Marne), Voncourt, Vouécourt, Vraincourt, Vroncourt-la-Côte

## W
| Blason de Wassy | Blason  | D'argent aux deux drapeaux au naturel passés en sautoir, surmontés d'une lettre W capitale de sable, au chef d'azur chargé de trois fleurs de lys d'or.                                                                     |
| Blason de Wassy | Détails | Le statut officiel du blason reste à déterminer. |
| Blason de Wassy | Alias   | D'argent à deux drapeaux aux hampes d'argent, posés en sautoir et liés de même: le drapeau de dextre est aux armes de France, celui de senestre aux armes de Lorraine ; au chef d'azur, chargé de trois fleurs de lys d'or. |